# Leutkirch im Allgäu
Leutkirch im Allgäu là một đô thị ở huyện Ravensburg ở bang Baden-Württemberg thuộc nước Đức. Đô thị này có diện tích 174,97 km², dân số thời điểm 31 tháng 12 năm 2020 là 23.030 người.